# Little Birds Fly
『Little Birds Fly』（リトル バーズ フライ）は、円山夢久による日本のライトノベル。イラストは、小栗るみが担当している。電撃文庫（アスキー・メディアワークス）より刊行されている

## ストーリー
バードの養成学校に通う三人がとある事故で生まれたゴーストを成仏させようとする話。ゴーストには歌と踊りによって語りかける。

## 登場人物
和田修身
国公立大学への進学を蹴りバードの養成学校に入学し、吟遊詩人<バード>を目指している。
従妹がいたが事故によって死亡し成仏できずにゴーストになってしまった。
井上睦月
修身が興味を向けているクラスメートの女生徒。
相沢更紗
芸名「蔵人沙羅」として活動している役者。
坂本宏夢
元アメリカのゴースト対策特殊部隊のメンバーだった。
現在はダンサーの講師。
上野千恵

野々宮宮崎

黒沢ひかり

楢崎まゆら
ゴースト。
浅野拓巳
相沢の元マネージャー。

## 用語
ゴースト
無念を残して死んだ人の幽霊。
バード
歌とダンスでゴーストを成仏させる吟遊詩人。
ダンサー
ゴーストを踊りで成仏させる。
シンガー
歌でゴーストを成仏させる。
パラサイト
人にとりついたゴースト。
ホスト
ゴーストに取り付かれた人。

## 書籍情報
- Little Birds Fly（2004年1月10日発売、ISBN 9784840225793）

| スタブアイコン | サブスタブ | この項目は、まだ閲覧者の調べものの参照としては役立たない、文学に関連した書きかけの項目です。この項目を加筆・訂正などしてくださる協力者を求めています（P:文学、PJ:ライトノベル）。項目が小説家・作家の場合には{Writer-substub}を、文学作品以外の本・雑誌の場合には{Book-substub}を貼り付けてください。 |